# Oulactis concinnata
Oulactis concinnata is een zeeanemonensoort uit de familie Actiniidae.
Oulactis concinnata is voor het eerst wetenschappelijk beschreven door Drayton in Dana in 1846.